# ムスタファ・ケマルのサムスン上陸
ムスタファ・ケマルのサムスン上陸は、1919年5月19日に、オスマン帝国第9軍監察官ムスタファ・ケマル・パシャが貨客船バンドゥルマ号での航海の後にサムスンに上陸した事件である。トルコ共和国国民教育省によると、この事件はトルコ独立戦争の実質的な開始点とされている。サムスンにおけるギリシャ系武装組織とトルコの民衆の間に発生した衝突を収束させるため、オスマン帝国政府によりムスタファ・ケマル・パシャが第9軍監察官に任命された。。このため、ムスタファ・ケマルはバンドゥルマ号で監察担当地区に行き1週間にわたりマントゥカ・パラスホテルに滞在した。この間、同地域で発生した衝突の原因を調査し、進駐軍に対するトルコ人の抵抗組織の創設に自ら積極的な役割を果たした。ムスタファ・ケマル・パシャは、この1週間後にハウザに移った。その17日後、ハウザを離れアマスィヤに向かった。

## アナトリアの概況
オスマン帝国は、1918年終盤、第一次世界大戦に敗北しムドロス休戦協定に署名し、帝国の解体過程の末期症状を呈していた。欧州諸国により「瀕死の病人」と見做されたオスマン帝国は、休戦協定によりボスポラス海峡の支配権、地下資源の使用権、陸海軍の指揮権を連合国側に譲渡した。ムドロス休戦協定締結後、イズミルはギリシャ、アダナはフランス、アンタルヤ及びコンヤはイタリアによって占領された。これらのほかに、ウルファ、マラシュ、アンテプ、メルズィフォン、サムスンにはイギリスが進駐し、イスタンブールにはイギリス艦隊が投錨した。これらに対する反抗として、トルコ人によって、トラキア－パシャエリ権利擁護協会や東部諸州国民権利擁護協会、併合拒絶の諸協会などの結社が設立され、占領状況を収束させるための方策が考えられはじめた。

## ムスタファ・ケマルの監察官への任命
この時期の全てのオスマン帝国の地域と同様、サムスンにおいても進駐軍とトルコの民衆の間で武力衝突が発生しはじめていた。これに対し、連合国はオスマン帝国に対しアーサー・カルソープの署名で最後通牒を発し、当該地域における混乱の解消を求め、さもなければムドロス休戦協定第7条を理由として当該地域の占領するであろうことを宣言した。当時の軍務大臣アブク・アフメト・パシャと大宰相ダーマート・フェリト・パシャは、混乱の解消任務においてはムスタファ・ケマルが適任であると判断し、ムスタファ・ケマル・パシャは、この任務をアブク・アフメト・パシャより知らされ、任務を受諾した。ケマルはこの会談の後、当時の参謀本部次長キャーズム・パシャと面会し権限について話し合った。ムスタファ・ケマル・パシャは第9軍監察官に任命され、権限付与の勅令に署名が為された。さらに、ムスタファ・ケマルはこの勅令にあるいくつかの解釈をみずから書いた。勅令による視察官の任務と権限はおよそ次のようなものであった:
1. 当該地域の秩序の回復と安定、事件の原因の調査。
2. 当該地域で存在が言及されている武器と弾薬の回収とオスマン帝国の武器庫への収納と保護。
3. 当該地域で活動中のトルコ人抵抗集団の解散。

さらに勅令で第3軍団 (サムスン)と第15軍団 (エルズルム)が第9軍監察官ムスタファ・ケマルに指揮下に入り、監督官の管轄地区に隣接するディヤール・ベクル (ディヤルバクル)、ビトリス、マァムレテュル・アズィーズ (エラズー)、アンカラ、カスタモヌの各県及び隣接地区に所在の各軍団も監察官の申し出に留意しなくてはならないことが定められた。この勅令により、第9軍監察官ムスタファ・ケマルはアナトリアの東部全域に命令を下すことができる地位についた。

## サムスンへの航行
1919年5月15日の会談後、ムスタファ・ケマル・パシャのために準備され、彼をサムスンに運ぶことになるバンドゥルマ号の船長イスマイル・ハック・ベイを職務室に呼ばせ、旅程に関する情報を得るとともに、翌日の正午頃に出航することを伝えた。出航当日、バンドゥルマはスィルケジ駅の沖でイギリス人により臨検を受けた。ムスタファ・ケマル・パシャは、内火艇でベシクタシュ埠頭をはなれ、乙女の塔沖で乗船した。出航前にヒュセイン・ラウフ・ベイはムスタファ・ケマル・パシャに、進駐軍の魚雷艇に追跡されて沈没させられる可能性があるという情報を得たことを明らかにしたが、航行は計画通りに行われた。バンドゥルマ号はムスタファ・ケマル・パシャと18人の軍人を乗せ、1919年5月16日正午ごろイスタンブールからサムスンに向けて出航した。ヒュセイン・ラウフ・ベイが言及したイギリス船は、バンドゥルマ号を追跡しはじめたものの、黒海へ出た後、嵐のなかで見失った。ムスタファ・ケマル・パシャは、船長イスマイル・ハック・ベイに対し、陸に近い航路を航行すること、敵の攻撃があれば船を最寄りの海岸に接岸させることを命令した。厳しい気候のもと荒れた海を航行するバンドゥルマ号は、5月17日の夜23時ごろにイネボル港に入港し、翌日の5月18日の正午ごろスィノプ港に接岸した。ヒクメット・ベイ中尉は、短艇で上陸し航行中であることをサムスンの第15師団司令部に電報で報告した。そしてバンドゥルマ号は、この電報の翌日、1919年5月19日にサムスンに到着した。

## サムスンでの日々
5月19日にサムスンのテュテュン埠頭に到着したムスタファ・ケマル・パシャは任務の遂行に着手し、幾つかの調査を行った。調査の結果、ギリシャ系武装集団がムスリム民衆を攻撃し、地方官吏たちが外国の干渉もあって事件に介入できていないという結論に達した。このため、ジャニクの軍政官を更迭して代わりを任命し、当該地域で発生している混乱に、外国軍隊に留意することなく、直接介入するよう命じた。エルズルムの第15軍団 (キャーズム・カラベキル・パシャ)及びアンカラの第20軍団 (アリ・フアト・パシャ) と連絡を取り、監察官の任務の一つである「地域に存在していると主張されるトルコ人の抵抗組織の解散」の実施を棚上げし、自らの手で国民的な抵抗組織の設立を主導した。
ムスタファ・ケマル・パシャは、イギリスの監視下にあるサムスンでは国民運動の指揮が不可能だろうとの見解に至り、5月25日にハウザに向けて出発した 。ハウザ滞在中に、アンカラの第20軍団司令官アリ・フアト・パシャおよびコンヤの第二軍監察官メルスィンリ・ジェマル・パシャと電報を交わし、国内の情況を知ろうと努めた。サムスンに1週間、ハウザに17日間滞在したムスタファ・ケマルはこの間、アナトリアおよび民衆の国民の概況について情報を得ながら、国民運動の思想面における基を築いた 。このほか、1919年5月28日に権利擁護の諸協会に送付した回状でイズミル占領に対する抗議活動の実行を要求し、この結果、アナトリア全土で96の集会が開催された。
オスマン政府はこれに満足せず、ムスタファ・ケマル・パシャのイスタンブールへの召喚を命じた。オスマン帝国陸軍省に時間稼ぎの電報を送った監察官は、1919年6月12日にアマスィヤに向けて出発し、そこで回状を発表して国民闘争の開始を公然と表明した。